# Гацулина, Анна Фёдоровна
А́нна Фёдоровна Гацу́лина (тат. Анна Фёдор кызы Гацулина; 22 сентября (2 октября) 1910, Царицын, Царицынский уезд, Саратовская губерния, Российская империя — 7 июля 2004, Казань, Республика Татарстан, Российская Федерация) — советская артистка балета, педагог. Заслуженная артистка Татарской АССР (1945).

## Биография
Анна Фёдоровна Гацулина родилась 2 октября (22 сентября по старому стилю) 1910 года в Царицыне. Была тринадцатым и единственным выжившим ребёнком в семье рабочего железнодорожного депо, погибшего в 1918 году под налётом белой авиации во время обороны Царицына. Уехав на поезде из города, потеряла мать, когда та вышла за водой, а состав тронулся. По прибытии в Ставрополь, была сочтена сиротой и определена в местный детский дом, где занималась художественной самодеятельностью, в частности, танцами. Спустя год воссоединилась с матерью, нашедшей свою дочь в Ставрополе.
Выпустившись из девятилетней школы, в 1930 году по настоянию матери окончила Ставропольское педагогическое училище, получив специальность «учитель начальных классов», а затем некоторое время проработала учительницей. В 1931 году вместе с мужем-танцовщиком переехала в Казань, вслед за своими педагогами-хореографами. Продолжив занятия в самодеятельных танцевальных кружках, так и не получила профессионального балетного образования. Поначалу, в 1931—1933 годах была артисткой танцевальной группы Театра рабочей молодёжи при льнокомбинате. В 1933—1937 годах танцевала во вспомогательном составе Татарского академического театра, в так называемом колхозно-совхозном театре, с которым объездила все районы Татарии. Там Гацулину приметил Г. Тагиров, под началом которого она обучалась танцу и который специально для неё поставил танец татарской девушки. Также принимала участие в массовых сценах в таких спектаклях, как «Голубая шаль» К. Тинчурина и «Наёмщик» Т. К. Гиззата; роль в последнем была специально написана композитором С. Сайдашевым под Гацулину.
В 1937—1939 годах состояла в штате Татарской филармонии. В последний период одновременно училась в учебно-производственной группе балетной студии при Татарском государственном оперном театре, которую окончила в 1939 году. Также занималась у ленинградских балетмейстеров А. Ярославцева и П. Гусева, приглашённых в Казань в рамках подготовки к декаде татарского искусства в Москве, которая не состоялась из-за начала войны. Однажды на репетиции Гусев подошёл к Гацулиной, и между ними состоялся такой разговор:
— Как вас зовут?
— Нюся.
— И сколько же вам лет?
— Двадцать девять.
— Где ж вы раньше-то были?
— Я на учительницу училась…

Гацулина в роли Сююмбике («Шурале» Ф. Яруллина), 1957 год.

По возвращении из Москвы выпускников татарской оперной студии, в 1939 году принята в новоучреждённый Татарский государственный оперный театр (позднее — Татарский театр оперы и балета имени Мусы Джалиля), в котором прослужила до 1962 года. Там Гацулина начинает на регулярной основе заниматься классическим танцем и в 29 лет встаёт на пуанты, став первой на профессиональном уровне татарской балериной. В частности, выступала в балетных сценах опер «Беглец» Н. Жиганова, «Фауст» Ш. Гуно, и других. Во время Великой Отечественной войны, не прерывая работы в театре, в составе концертных бригад выезжала на фронт, выступала в воинских частях и госпиталях.
4 июля 1944 года вышла на сцену в своей первой значительной сольной партии в национальном балете «Молодёжь на отдыхе» на музыку А. Ключарёва в постановке Г. Тагирова. В 1945 и 1946 годах, соответственно, стала первой исполнительницей ролей Сююмбике в опере «Шурале» погибшего на фронте Ф. Яруллина в постановке Г. Тагирова и Зюгры в одноимённой опере Н. Жиганова, написанной им специально под Гацулину. В 1945 году первой среди балерин Татарского театра оперы и балета удостоена звания заслуженной артистки Татарской АССР. Стала одной из ведущих балерин Татарии, первой прима-балериной казанского балета, настоящей звездой театра.
В течение двух десятилетий своей творческой карьеры исполнила все ведущие партии классического и национального репертуара, не считая участия в оперных спектаклях и концертных выступлениях. Проявила себя и в оперных спектаклях, в частности в опере «Алеко» С. Рахманинова и «Князь Игорь» А. Бородина. Также выступала в качестве балетмейстера, поставив танцы в музыкальной комедии «Чайки» Д. Файзи и комической опере «Корневильские колокола» Р. Планкета. Согласно критикам, обладала ярким артистическим талантом, большим трудолюбием, актёрским обаянием, горячим темпераментом, скромностью; имела великолепные природные данные, располагая при этом также запоминающейся сценической внешностью: смуглая кожа, большие глаза, выразительная улыбка, вьющиеся тёмные волосы, лёгкая пружинистая походка. 
В 1957 году приняла участие в декаде татарского искусства в Москве, отложенной из-за войны. Занималась общественной работой, участвовала в работе художественного совета театра, а в 1957 году была избрана депутатом Молотовского районного Совета депутатов трудящихся. В 1959 году в возрасте 49 лет прекратила танцевать, на прощание устроив в театре бенефис со сценами из балетов и концертными номерами. Впоследствии выходила на сцену в мимических партиях, характерных и возрастных ролях. 
Мне всегда хотелось внести в мои любимые роли больше неожиданных эмоциональных контрастов, донести до зрителя не только техническое совершенство хореографии, но и высокую правду чувств, драматургическую экспрессию образа. Моя профессия требует сосредоточенности и целеустремленности в поиске. Всякая разбросанность ей просто противопоказана. Любое выступление — это итог продуманного, пережитого, прочувствованного, и каждый выход на сцену становится вечным экзаменом, а собственное Я — вечной ученицей. Если хотите знать, эти качества надо растить в себе, оберегать, культивировать, и тогда не только высокий профессионализм, но и гражданственность, личность определят ваше мастерство.А. Гацулина, из автобиографии.
В 1959—1961 годах работала педагогом хореографической студии при Татарской филармонии. В 1961—1964 годах занимала пост педагога по производственной практике в хореографической студии при Татарском театре оперы и балета, которую сама же и создала, став её завучем. В 1965—1987 годах была преподавателем по танцу и сценическому движению в Казанском театральном училище. Была одним из первых педагогов недавно созданного училища, проработала в нём практически 30 лет, воспитав целый ряд заметных деятелей разных областей искусства, параллельно занимаясь постановкой танцев во многих спектаклях казанских театров, таких как Казанский театр юного зрителя, Казанский большой драматический театр имени В. И. Качалова, Татарский театр имени Галиасгара Камала. В преклонные годы изредка навещала родной театр.

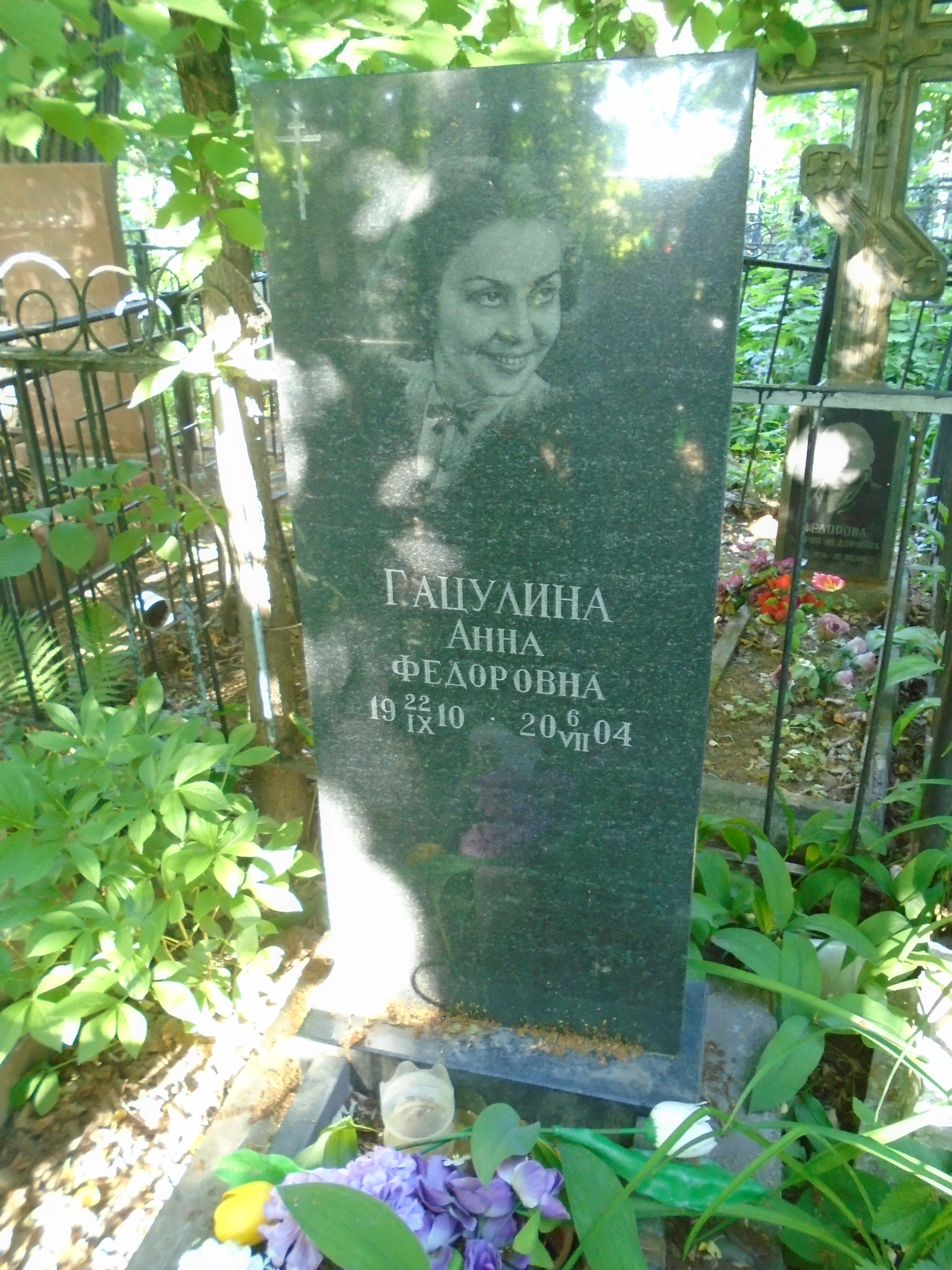
Надгробие на могиле Гацулиной, Арское кладбище

Анна Фёдоровна Гацулина скончалась 7 июля 2004 года в Казани на 94-м году жизни. Похоронена на Арском кладбище.

## Партии
Сююмбике («Шурале» Ф. З. Яруллина), Зюгра и Биби-Жамал («Зюгра» Н. Г. Жиганова), Жизель («Жизель» А. Адана), Сванильда («Коппелия» Л. Делиба), Мерседес и Китри («Дон-Кихот» Л. Минкуса), Эсмеральда («Эсмеральда» Ц. Пуни), Одетта-Одиллия («Лебединое озеро» П. И. Чайковского), Тао-Хоа («Красный мак» Р. М. Глиэра), Зарема («Бахчисарайский фонтан» Б. В. Асафьева), Лиза («Тщетная предосторожность» П. Гертеля), Су анасы («Золотой гребень» А. З. Бакирова), Фани («Тропою грома» К. Караева, Сажида-апа («Раушан» З. В. Хабибуллина), Клеопатра («Египетские ночи» А. С. Аренского), Ванечка («Доктор Айболит» И. В. Морозова), Паскуала («Лауренсия» А. А. Крейна).

## Награды
Звания
- Заслуженная артистка Татарской АССР (1945 год)[27][1][11].

Ордена и медали
- Орден Трудового Красного Знамени (14 июня 1957) — «за выдающиеся заслуги в развитии татарского искусства и литературы и в связи с декадой татарского искусства и литературы[тат.] в гор. Москве»[35].
- Орден «Знак Почёта» (1950 год)[36][1].
- Медаль «За трудовое отличие» (1945 год)[27].

## Личная жизнь
Муж — Александр Гацулин (1911—1987), артист балета ТАГТОБ (1939—1963), кавалер медали «За трудовое отличие».
- Сын — Лев (1930—2001)[40][4].

## Память
Портрет Гацулиной выставлен в большом репетиционном зале Татарского театра оперы и балета. 3 октября 2010 года, в рамках празднования столетия со дня рождения Гацулиной, в Татарском театре оперы и балета был показан балет «Шурале».